# Signe (écriture)
Pour les articles homonymes, voir Signe.
Dans le domaine de l'écriture, le signe est l’unité de base permettant la composition d’un texte. Un signe est généralement manuscrit ou typographique ; en publication assistée par ordinateur, le signe équivaut au caractère.
Chaque signe a un certain niveau d'abstraction, et on lui associe une variété de modèles graphiques permettant de le matérialiser. Pour servir la communication, les représentations du signe doivent être suffisamment identifiables à un de ces modèles.

## Représentation de lettres et de graphèmes
Le signe, contrairement au symbole, ne porte pas nécessairement de sens à lui seul. Néanmoins, c'est le cas pour certains d’entre eux, et il arrive que les deux termes soient interchangeables, comme dans le cas des signes ou symboles mathématiques.
Pour être porteurs de sens, les signes nécessitent parfois d'être combinés. Ils permettent ainsi de représenter d'autres éléments graphiques.
Dans le cas d’un alphabet, certains signes, seuls ou combinés entre eux, permettent de représenter les lettres qui lui appartiennent. Dans certaines langues, il existe des lettres composées, comme, anciennement, la lettre « ll » en castillan et, actuellement, les lettres « ch » et « c’h » en breton, ou des lettres comportant un diacritique, comme la lettre « å » en suédois. Aussi, le composant de la lettre est le signe, et on peut noter que les lettres bretonnes citées précédemment sont formées à partir d’un « c » qui n’est pas une lettre de l’alphabet breton, et que la dernière comprend, en outre, une apostrophe, qui a, dans le cas présent, plutôt valeur de diacritique.
La plus petite unité graphique signifiante d’un système d’écriture, le graphème, est également représentée par des signes. Dans le cas d’un alphabet, la lettre est généralement considérée comme constituant du graphème, bien que ce constituant soit en réalité peu significatif. En effet, en breton, le graphèmes〈ch〉et 〈ou〉 sont respectivement constitués d’une lettre, « ch », et de deux, « o » et « u », sans que cette différence de traitement ne trouve de justification linguistique. Le statut de lettre accordé à des graphèmes réalisés à l’aide de plusieurs signes est purement conventionnel ; le rôle de la lettre se restreint en réalité au classement alphabétique.

## Fonction et mode d'utilisation des signes
Un grand nombre de signes ont pour objet de représenter des éléments du langage. Pour ce faire, ils forment des graphèmes. Certains peuvent le faire individuellement :
- les logogrammes représentent des mots,
- les signes d'un syllabaire et une partie de ceux d'un alphasyllabaire sont employés pour représenter des syllabes,
- les signes représentant une lettre d'un alphabet sont employés pour représenter des phonèmes,

Un signe peut se combiner avec un ou plusieurs autres signes, et former ainsi un graphème composé :
- un sémagramme précise la catégorie sémantique du mot,
- certains signes d'un alphasyllabaire ont pour fonction de remplacer ou supprimer la voyelle d'une syllabe représentée par un autre signe,
- certains phonèmes peuvent être représentés par des combinaisons de signes dans le cas d’un alphabet,
- un signe diacritique permet de modifier la valeur d'un signe ou d'un groupe de signes.

Certains signes peuvent avoir des usages divers. Ainsi, l’apostrophe sert en anglais aussi bien à marquer un amuïssement qu'une séparation de morphèmes, et en breton aussi bien à marquer une élision qu'à représenter un graphème composé.
Certains signes ont pour objet l'organisation de l'écrit :
- l'espace, ou blanc, est généralement un séparateur de mots, mais n'est pas toujours considéré comme un signe,
- les signes de ponctuation donnent des indications prosodiques, marquent des rapports syntaxiques ou livrent des informations sémantiques.

Certains signes sont porteurs de sens sans référer à des éléments spécifiques du langage :
- les symboles représentent un élément emblématique renvoyant à leur signification ou bien ont un tracé indépendant de leur signification,
- les pictogrammes sont figuratifs.

## Corrélation entre les jeux de signes et les systèmes d’écriture
Les types et jeux de signes mis à contribution caractérisent le système d'écriture :
- dans le cas de logogrammes, il s'agit d'un système d'écriture logographique,
- dans le cas de syllabaires et alphasyllabaires il s'agit d'un système d'écriture syllabique,
- dans le cas d'alphabets, il s'agit d'un système d'écriture alphabétique.

Les jeux de signes sont, comme les systèmes d'écriture, propres à une ou plusieurs civilisations, peuples, cultures ou langues. Différents jeux de hiéroglyphes ont, par exemple, été utilisés par des civilisations différentes ; des sinogrammes, communément appelés idéogrammes, sont utilisés en Chine et au Japon, avec quelques variantes selon le pays. Bien que ce soit rarement le cas, plusieurs systèmes d'écriture, et donc plusieurs jeux de signes, sont parfois en usage pour une même langue.

## Édition
Dans l'édition, la taille d'un texte est définie par le nombre de signes qu'il contient. C'est notamment le cas dans le domaine de la presse où un emplacement d'une certaine surface est généralement destiné aux articles.
Pour déterminer ce nombre, les signes diacritiques ne sont pas comptés. En revanche, lorsqu’un nombre de signes est donné, il importe de savoir s'il comprend ou non les blancs.